# صفوان بن یحیی
صفوان بن یحیی از اصحاب موسی کاظم، علی بن موسی الرضا و محمد تقی
 و از راویان حدیث شیعه بود که به جهت وثاقت جزو اصحاب اجماع محسوب می‌شود. صفوان بیش از سی کتاب در زمینه وضو، نماز، روزه، حج، زکات، نکاح، طلاق، فرائض، وصایا، بیع و غیره به جا گذاشته‌است. او از موثق‌ترین اصحاب حدیث و از عابدترین آنها بود. وی در سده دوم و اوائل سده سوم هجری می‌زیست. وی از جمله وکلا و نایبان خاص علی بن موسی الرضا و محمد تقی بود، که وظیفه جمع‌آوری وجوهات شرعی، نشر روایات اهل بیت را هم برعهده داشت.
صفوان بن یحیی، از فقها و راویان شیعه و از اصحاب اجماع به حساب می‌آید. اصحاب اجماع هجده فقیه برتر دوران ائمه شیعه به حساب می‌آیند که همه روایات آنها مورد پذیرش است.

## زندگینامه
کنیه‌اش ابومحمد از مردم کوفه، فروشندۀ لباس‌های زیبا (سابری) و مورد اعتماد و راستگو بود. پدرش از جعفر بن محمد روایت کرده است. صفوان بن یحیی واقفی

## ویژگی‌های بارز اخلاقی

### ثقه در روایت
صفوان بن یحیی محدثی بود که در میان راویان و اهل حدیث و فقه به امانت، صداقت و دیانت مشهور بوده و همگان به اخبار و روایات او اعتماد دارند.

## پیمان در مسجدالحرام
روزی صفوان بن یحیی با عبدلله بن جندب و علی بن نعمان که در مسجدالحرام بودند با هم پیمانی بستند که هر گاه یکی از آنها درگذشت، دیگری مادامی که زنده می‌باشد برای او نماز بخواند، روزه بگیرد، حج انجام دهد و زکات بدهد. در این میان هر دو رفیق صفوان درگذشتند و او به عهدش وفا کرد و برای آن دو رفیقش آن کارها را انجام داد و خیرات و مبرات کرد.